# Barnim IV.

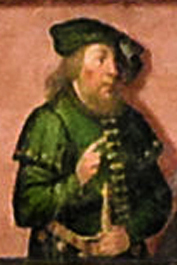
Barnim IV.

Barnim IV. (* 1325; † 22. August 1365) war Herzog von Pommern-Wolgast-Rügen.
Er war der zweite Sohn des Herzogs Wartislaw IV. von Pommern-Wolgast und der Bruder von Bogislaw V. und Wartislaw V. Mit seiner Ehefrau Sophie von Werle, der Tochter von Johann II., hatte er zwei Söhne – Wartislaw VI. und Bogislaw VI. – und eine Tochter – Elisabeth, verheiratet mit Herzog Magnus I. von Mecklenburg. Barnim IV. war ab 1326 unter Vormundschaft zusammen mit seinem Bruder Bogislaw V. Herzog zu Pommern-Wolgast-Rügen. 1348 erreichte Barnim IV. die Reichsunmittelbarkeit durch den römisch-deutschen König und späteren Kaiser Karl IV.